# Sziwec
Sziwec (mac. Шивец) – wieś w południowej Macedonii Północnej, terytorialnie i administracyjnie należąca do gminy Kawadarci. Według stanu na 2002 rok jej liczebność wynosiła 91 mieszkańców.

położenie wsi na mapie gminy

Według danych ze spisu powszechnego przeprowadzonego w 2002 roku, wieś Sziwec zamieszkiwało 91 osób deklarujące następującą narodowość:
- Macedończycy – 91 (100%)